# Fujio Akatsuka
Fujio Akatsuka (jap. 赤塚 不二夫 Akatsuka Fujio; ur. 14 września 1935 w Rehe, zm. 2 sierpnia 2008) – pierwszy twórca mang komicznych. Urodził się w Rehe, w Mandżurii, jako syn japońskiego żandarma. Po zakończeniu II wojny światowej, dorastał w prefekturze Niigata i prefekturze Nara, kiedy miał 19 lat, przeprowadził się do Tokio. Swoją karierą zaczął w shōjo-manga. W 1958 jego manga pod tytułem Nama-chan stała się hitem. Wygrał Shogakukan Manga Award w 1964 roku, dzięki mandze Osomatsu-kun oraz w 1972 roku Nagrodę Bungeishunjū Manga za Tensai Bakabon.

## Twórczość
- Tensai Bakabon
- Osomatsu-kun
- Himitsu no Akko-chan

## Asystenci
- Kunio Hase
- Mitsutoshi Furuya
- Kazuyoshi Torii
- Ken'ichi Kitami
- Yoshiko Tsuchida
- Ken'ichirō Takai
- Tsutomu Adachi